# Amphichorema
Amphichorema is een geslacht van schietmotten van de familie Hydrobiosidae.

## Soorten
- A. costiferum (OS Flint, 1969)
- A. monicae F Schmid, 1989
- A. zotheculum (OS Flint, 1969)